# Skotskternet
Skotskternet er et vævet tekstilmønster af symmetrisk farvede firkanter. Skotskternet kaldes også klantern, fordi skotske klaner havde et eller flere særegne mønstre i klanens farver.

## Oprindelse
Mønsteret er kendt fra oldtiden og er bevaret længere i skotsk end andre steder. De mange farvetoner fremkommer, fordi trend og islæt har vekslende farver.